# Caroline Elkins
Caroline Elkins (née en 1969) est professeure d'histoire et d'études africaines et afro-américaines à l'université Harvard, professeur associée en gestion à la Harvard Business School, fondatrice et directrice du centre d'études africaines de l'université d'Harvard,.
Son livre, Imperial Reckoning: The Untold Story of Britain's Gulag in Kenya (en) (litt. « Reconnu par l'Empire : l'histoire inédite du goulag britannique au Kenya ») (2005), gagne le prix Pulitzer de l'essai en 2006. C'est grâce au livre que les plaintes déposées par d'anciens détenus Mau Mau contre le gouvernement britannique, pour des crimes commis dans les camps d'internement du Kenya dans les années 1950, aboutissent.

## Biographie
Caroline Elkins fait des études d'histoire à l'université de Princeton, obtenant son diplôme summa cum laude, avant de rejoindre l'université d'Harvard pour son master et son doctorat. Sa méthodologie, s'appuyant non seulement sur les sources écrites, mais aussi sur un travail ethnographique de terrain et des entrevues orales, conduit à une vaste révision du champ des études historiques sur l'Afrique et l'Empire britannique ; cela génère aussi des critiques significatives de la part d'universitaires traditionnels. 
Son doctorat porte sur le système carcéral mis en œuvre par les autorités coloniales durant la révolte des Mau Mau et sert, en 2002, de base à un documentaire de la BBC, Kenya: White Terror (litt. « Kenya, terreur blanche »), dans lequel Caroline Elkins et son travail sont évoqués. Le documentaire obtient le prix de la Croix-Rouge internationale au festival de Monte Carlo,. Sur la base de ce travail de doctorat, elle publie en 2005 Imperial Reckoning, acclamé par la presse, partout dans le monde, ainsi par The New York Times, The Washington Post, The Guardian et The Economist. Outre obtenir le prix Pulitzer de l'essai en 2006, l'ouvrage est proposé pour le titre de livre de l'année par The Economist, comme editors' choice par The New York Times et il est finaliste du prix Lionel Gelber (en). Le comité du prix Pulitzer reprend la « quatrième de couverture » du livre : « Imperial Reckoning est une histoire de premier ordre ; recherches méticuleuses, écriture brillante, puissamment dramatique. Acte inoubliable de recréation historique, c'est aussi un rappel troublant des brutaux précédents impériaux ».
Caroline Elkins est professeure à l'université d'Harvard University depuis qu'elle a terminé son doctorat d'histoire en 2001. Elle est titularisée à plein temps en 2009, et fonde le centre d'études africaines. Elle est nommée directrice de la faculté Oppenheimer et, en six ans, elle crée l'une des plus grandes institutions mondiales consacrées à l'étude de l'Afrique, collectant des fonds importants, et obtenant du ministère américain de l'éducation la distinction de « Centre national de ressources pour les études africaines »,. Elle donne actuellement des cours sur l'Afrique moderne, les révoltes en Afrique de l'Est, les droits de l'Homme en Afrique et la violence coloniale au XXe siècle.

## Plainte des Mau Mau contre le gouvernement britannique
En 2009, Imperial Reckoning sert de base à une demande juridique sans précédent contre le gouvernement britannique, déposée par cinq survivants du camp de détention des Mau Mau, et Caroline Elkins devient le premier témoin expert des demandeurs avant d'être rejointe par d'autres historiens à la fin de 2010 et au début de 2011. Le cas est soumis à la Haute Cour de justice britannique présidée par Richard McCombe. Le cabinet londonien Leigh Day et la commission kényane des droits de l'Homme représentent les plaignants. Au cours de l'enquête, le Foreign and Commonwealth Office met la main sur quelque trois cents boîtes de dossiers, non divulgués jusqu'à ce moment, dont le contenu valide les affirmations de Caroline Elkins dans Imperial Reckoning et fournissent des milliers de pages de nouvelles preuves montrant les abus flagrants perpétrés par les fonctionnaires coloniaux dans les camps de détention du Kenya durant les années 1950. Le 6 juin 2013, le gouvernement britannique annonce avoir conclu un accord avec les plaignants ; il présente ses excuses officielles avec les termes de « sincères regrets », accorde un paiement de vingt millions de livres et participe à la construction d'un monument à la mémoire des personnes torturées pendant la révolte des Mau Mau, dévoilé à Nairobi, dans le parc Uhuru, en 2015,

## Publications
- (en) Caroline Elkins, « Alchemy of Evidence: Mau Mau, the British Empire, and the High Court of Justice », The Journal of Imperial and Commonwealth History, vol. 39, no 5,‎ 2011, p. 731–748 (DOI 10.1080/03086534.2011.629084).
- (en) Caroline Elkins, Imperial Reckoning : The Untold Story of Britain's Gulag in Kenya, Henry Holt, 2005.
- (en) Caroline Elkins et Susan Pedersen, Settler Colonialists in the 20th Century : Projects, Practices, Legacies, New York, Routledge, 2005.
- (en) Caroline Elkins, « Detention, Rehabilitation, and the Destruction of Kikuyu Society », dans A. Odhiambo & J. Lonsdale, éds., Mau Mau and Nationhood: Arms, Authority and Narration, Oxford, James Currey, 2003 (lire en ligne), p. 191–226.
- (en) Caroline Elkins, « The Struggle for Mau Mau Rehabilitation in Late Colonial Kenya », International Journal of African Historical Studies, vol. 33, no 1,‎ 2000, p. 25–57 (JSTOR 220257).
- (en) Caroline Elkins, « Reckoning with the Past: The Contrast between the Kenyan and South African Experiences », Social Dynamics, vol. 26, no 2,‎ 2000, p. 8–28 (DOI 10.1080/02533950008458693).